# ニコラ・リッツォーリ
ニコラ・リッツォーリ（イタリア語: Nicola Rizzoli, 1971年10月5日 - ）はイタリア・エミリア＝ロマーニャ州モデナ県のミランドラ出身のサッカー審判員である。 また、副業は建築家である。

## 概要
リッツォーリは2002年より国内リーグのセリエAで審判を開始し、2007年にFIFAのライセンスを取得して国際審判員として活動している。彼は2007年8月にUEFAチャンピオンズリーグ予選で初めて国際試合の主審を務め、2008年10月1日にはグループリーグのスポルティングCP対バーゼル戦でも主審を務めた。
2010年4月7日、リッツォーリはマンチェスター・ユナイテッドとバイエルン・ミュンヘンの間で行われたチャンピオンズリーグ準々決勝第2戦の主審を務めた。試合は3-1でマンチェスター・ユナイテッドがリードしており、2試合合計スコアでも4-3でマンチェスター・ユナイテッドがリードしていたが、第2戦でリッツォーリはマンチェスター・ユナイテッドの右SBのラファエウに対してイエローカード2枚による退場処分を出した。その後バイエルンは2点目を挙げ、試合は3-2で敗れたものの、2試合合計スコア4-4、アウェーゴールで上回り準決勝進出を決めた。
国際レベルでは、リッツォーリはUEFA EURO 2012で主審として活動し、2010 FIFAワールドカップ・ヨーロッパ予選 及び2014 FIFAワールドカップ・ヨーロッパ予選でも主審を務めた。
2013年3月、FIFAは2014年にブラジルで開催される2014 FIFAワールドカップ審判員の候補リストを発表し、リッツォーリは52人の審判候補リストに入った
2013年5月、リッツォーリはUEFAからウェンブリー・スタジアムで開催されるUEFAチャンピオンズリーグ 2012-13 決勝の主審に選出された。
2014年7月、2014 FIFAワールドカップの決勝戦の主審を任された。
順調に試合をこなし、無事試合を終え、FIFAから非常に高い評価を受けた。